# Saint Vincent Labour Party
Die Saint Vincent Labour Party (SVLP) war eine sozialdemokratische Partei in St. Vincent und den Grenadinen von 1955 bis 1994. Sie war von 1967 bis 1972 und erneut von 1974 bis 1984 herrschende Partei.

## Geschichte
Die Partei wurde 1955 gegründet. In den Wahlen 1957 erreichte sie 19,0 % und kam damit auf den zweiten Platz, errang jedoch trotzdem keinen Sitz im House of Assembly. In den Wahlen 1961 errang die Partei 47,9 % der Stimmen und drei Sitze und hatte nur 336 Stimmen weniger als die herrschende People’s Political Party, welche auf neun Sitze kam. In den Wahlen 1966 errang die Partei 50,9 % der Stimmen, aber die PPP gewann fünf Sitze gegenüber den vier der Labour Party. In den vorgezogenen Wahlen im folgenden Jahr konnte die Labour Party Stimmen hinzugewinnen. Sie kam auf 53,8 % und errang nunmehr sechs der neun Sitze.
Trotz einem Wahlergebnis von mehr als 50 % 1972 führten die Wahlen zu einem Gleichstand, weil beide Parteien jeweils sechs Sitze errangen. Der einzige unabhängige Kandidat, James Fitz-Allen Mitchell bildete mit seiner ehemaligen Partei, der PPP, die Regierung und wurde zum Premierminister ernannt. In den vorgezogenen Wahlen 1974 errang die Labour Party wieder 69,0 % der Stimmen und damit zehn der dreizehn Sitze. Sie blieb in den folgenden Wahlen an der Macht, aber verlor die Wahlen 1984 an die New Democratic Party. In den Wahlen 1989 gewann die NDP sogar alle 15 Sitze. Die Labour Party errang zwei Sitze in den Wahlen 1994 und am 16. Oktober 1994 schloss sie sich mit dem Movement for National Unity zur Unity Labour Party zusammen.

## Wahlgeschichte
| Wahlen | Parteiführer   | Stimmen | %      | Sitze | ±   | Position | Ergebnis           |
| ------ | -------------- | ------- | ------ | ----- | --- | -------- | ------------------ |
| 1957   | Milton Cato    | 3.741   | 19,0%  | 0/8   | 0   | 0        | nicht im Parlament |
| 1961   | Milton Cato    | 11.164  | 47,9%  | 3/9   | + 3 | + 2.     | Opposition         |
| 1966   | Milton Cato    | 13,930  | 50,9 % | 4/9   | + 1 | 2.       | Opposition         |
| 1967   | Milton Cato    | 14.501  | 53,8%  | 6/9   | + 2 | + 1.     | Regierung          |
| 1972   | Milton Cato    | 16.108  | 50,4%  | 6/13  | 0   | 1.       | Opposition         |
| 1974   | Milton Cato    | 19.579  | 69,0%  | 10/13 | + 4 | 1.       | Regierung          |
| 1979   | Milton Cato    | 17.876  | 54,2%  | 11/13 | + 1 | 1.       | Regierung          |
| 1984   | Milton Cato    | 17.493  | 41,5%  | 4/15  | - 7 | 2.       | Opposition         |
| 1989   | Vincent Beache | 13.290  | 30,3%  | 0/15  | - 4 | 2.       | nicht im Parlament |
| 1994   | Vincent Beache | 12.455  | 26,5%  | 2/15  | + 2 | 2.       | Opposition         |